# Dame una pista
Dame una pista fue un concurso de televisión, emitido por la cadena española Cuatro y presentado por Luján Argüelles. Se trata de una adaptación del espacio británico Give Us a Clue, emitido por la BBC.

## Mecánica
En el concurso compiten equipos de 5 concursantes. El concurso cuenta con tres fases: En la primera fase dos equipos de cinco componentes, nuevos o uno nuevo y otro repescado del programa anterior, compiten entre sí en 2 pruebas. La primera prueba, llamada "Pasa la pista", consiste en explicar al compañero una palabra sin repetir ninguna palabra usada por el compañero que anteriormente la explicó a él, a excepción de los verbos ser y estar; es decir el concursante A explica una palabra al B, y una vez B acierta, ha de explicar a C la misma palabra sin usar ninguna de las palabras que usó A. Cada acierto sin repetición de ningún término cuenta como 10 puntos.
La segunda prueba se llama "Las cuatro pistas", en ella un miembro del equipo escoge una de las 4 pistas del panel, esta pista tiene relación directa con la palabra o concepto que se ha de explicar mediante mímica antes de que se acaben los 45 segundos de tiempo. Los cuatro compañeros restantes, deben intentar adivinarlo lo antes posible, pues el tiempo restante, se sumará a sus marcadores más 10 segundos extra.
El equipo que más puntos haya conseguido pasará a la segunda fase, donde competirá con los actuales campeones que tenga el programa.
Primero, los equipos se enfrentan a otra ronda de "Pasa la pista" usando el mismo sistema que en la primera fase. Pero la segunda prueba, llamada "El panel", es diferente; en ésta, un miembro del equipo escogerá una de las 6 categorías mostradas, las cuales contienen 10 palabras o términos con relación directa al nombre de la categoría. Esta vez, el miembro que selecciona el tema adivina las palabras, y el resto del equipo realiza la mímica. El tiempo sigue siendo de 45 segundos, pero esta vez cada acierto se contabiliza como 10 puntos.
El equipo ganador se convierte en el actual campeón y pasa a la fase final de "10 para el bote" mientras que el perdedor ha de superar el reto de "La lista" si quiere volver el siguiente programa.
La lista consiste en lo siguiente: La presentadora dice al capitán del equipo una palabra, y este ha de decir 4 palabras que tengan relación con la que el presentador le ha dado. Posteriormente, el resto del equipo dispondrá de 5 segundos cada uno para decir todas las palabras que quieran intentando adivinar las palabras dadas por su capitán. Si no lo consiguen son eliminados, pero si las adivinan, vuelven a comenzar desde la primera fase del programa siguiente.
En 10 para el bote, la tercera y última fase del concurso, el capitán ayudado por su equipo deben adivinar 10 palabras en 90 segundos para conseguir el bote final, este bote se incrementa 1000 euros por cada día que pasa. Aun así hay unas zonas de salvación: Una vez el equipo ha adivinado 4 palabras el tiempo se para y la presentadora pregunta si quieren seguir. En caso de no querer seguir el equipo gana 300 euros y vuelven la semana siguiente. Si deciden seguir y aciertan 3 más, tendrían 1000 euros, si aciertan dos más 2500 euros, y si ya aciertan la última palabra, ganarían el bote. Hay que tener en cuenta que si se les acaba el tiempo pierden todo, solo es posible ganar si se plantan en una de las fases. En cualquier caso el equipo vuelve al programa siguiente como campeón.

## Equipos ganadores
Dos fueron los equipos que consiguieron llevarse el bote del programa. Por un lado, el equipo procedente de Barcelona, "Los Trotamundos", que estuvieron 8 programas y consiguieron un bote de 19.000 €. Por otro lado los valencianos "Rock Fest" se llevaron 22.000 € y permanecieron 24 programas en su primera etapa.

## Audiencia
La audiencia media del programa es del 4,8%. El concurso anotó máximo de share el 6 de septiembre de 2010, con 630.000 espectadores y un 7,7%. En cambio, su dato más bajo es del día 30 de julio de ese año, con 226.000 espectadores y un 2,9%.